# Stara Synagoga w Zgierzu
Stara synagoga w Zgierzu – została zbudowana w 1840 roku z drewna i znajdowała się przy obecnej ulicy Łódzkiej. Według lokalnej tradycji żydowskiej zawaliła się lub spłonęła w latach 50. XIX wieku. Na jej miejscu wybudowano w 1860 roku okazałą murowana synagogę.